# 日刊體育電影大獎
日刊體育電影大奖（日语：日刊スポーツ映画大賞），為日本日刊體育新聞社主辦的日本電影獎。1988年設立至今，評選對象是前一年12月1日至該年11月30日期間於日本劇場公開一週以上之電影，取向為大規模上映之主流電影。獲獎者名單於毎年12月發表，頒獎儀式於新大谷酒店舉行。2021年起，增設「粉絲投票獎項」，包括「最佳作品獎」及「最佳演技獎」。

## 另見
- 電影旬報獎
- 每日電影獎
- 橫濱電影節
- 藍絲帶獎
- 東京國際電影節
- 日本電影影評人大獎
- 日本電影學院獎
- 山路文子電影獎
- 大阪電影節

## 外部連結
- 日刊體育報官網 （页面存档备份，存于）
- List of awards on IMDB （页面存档备份，存于） （英文）